# スヴャトスラフ・ロスチスラヴィチ (ノヴゴロド公)
スヴャトスラフ・ロスチスラヴィチ（ロシア語: Святослав Ростиславич、1134/9年 - 1170年）は、キエフ大公ロスチスラフの次男である。ノヴゴロド公：1157年 - 1160年、1161年 - 1168年。 

## 生涯
父ロスチスラフがキエフ大公位にあった期間にノヴゴロド公位に就いていた。しかし1160年から1161年にかけては、ウラジーミル大公アンドレイ(ru)の甥であるムスチスラフの公位への招聘を決めたノヴゴロド人によって一時公位を追われている。
1164年、スウェーデン海軍がラドガに到来すると、スヴャトスラフとポサードニク・ザハリーはノヴゴロド軍を率いてこれを打ち破った。スウェーデン軍は43艘を喪失した。
1168年、キエフ大公位にあった父ロスチスラフが死ぬと、新たなキエフ大公となったムスチスラフの子のロマンがノヴゴロド公位に就き、スヴャトスラフは再びノヴゴロド公位を追われた。
1170年に結婚したが、その相手や子孫に関しては不明である。